# 大黄镇
大黄镇，是中华人民共和国安徽省阜阳市界首市下辖的一个乡镇级行政单位。

## 行政区划
大黄镇下辖以下地区：
鸭王村、肖楼村、郭店村、大黄村、李大村、史炉村和筛子李村。